# Frédéric Martens

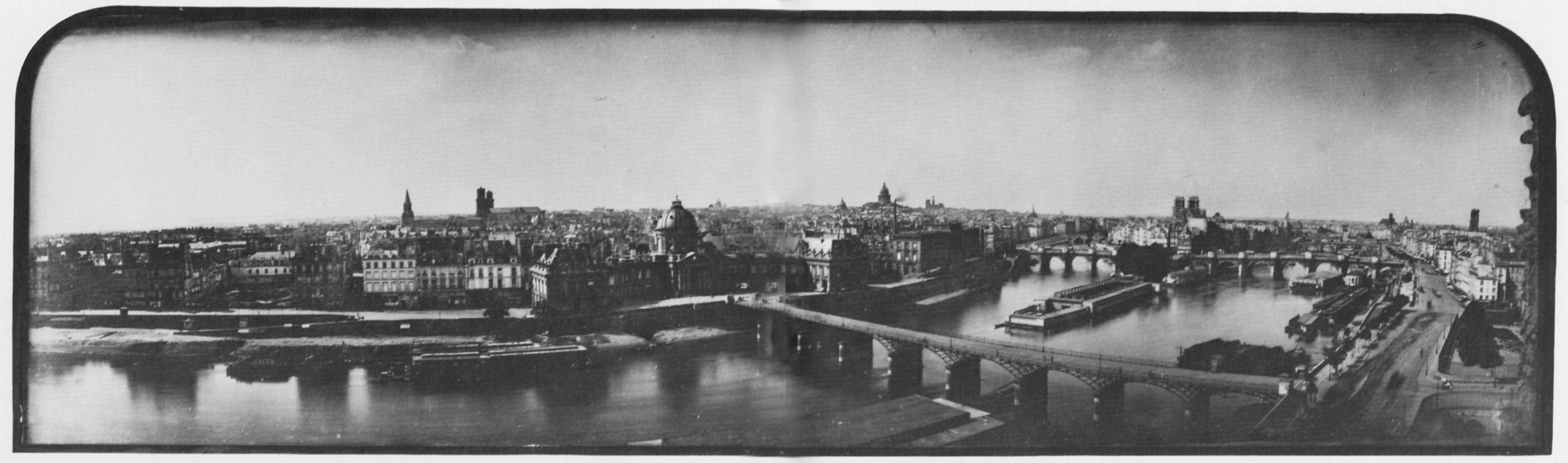
Paris: La Seine, la rive gauche et l'ile de la Cite, 1846

Frédéric Martens of Friedrich von Martens (Venetië, 1806 - Parijs, 1885) was een Italiaans pionier van de fotografie, voornamelijk werkend in Frankrijk.

## Leven en werk
Martens was van origine graveur en raakte rond 1840 geboeid door de nieuwe techniek van de fotografie. Aanvankelijk maakte hij vooral daguerreotypieën. In 1855 ontdekte hij het afdrukprocedé op basis van collodium (collodiumprocedé).
Martens staat te boek als de eerste fotograaf van grote panorama's. Hij kreeg patent op een techniek waarbij hij via een uurwerkmechaniek de camera een boog van 150 graden liet maken, zodat het beeld over een gebogen metalen plaat werd getrokken. Daardoor bleef de afstand tot de camera steeds gelijk en werd vervorming voorkomen.  Opvallend was dat zijn vroege panorama's allemaal horizontaal gespiegeld waren, een direct gevolg van het positieve daguerreotypie-procedé.
Bekendheid verwierf Martens met zijn vanaf het dak van een paviljoen van het Louvre gemaakte La Seine, la rive gauche et l'ile de la Cite uit 1846, meer dan 40 centimeter lang en met een voor die tijd buitengewone scherpte. Te zien zijn zelfs de steigers van de Notre-Dame van Parijs ten tijde van haar omstreden restauratie uit die tijd. Op de wereldtentoonstelling van 1851 te Londen exposeerde hij een panorama van de Mont Blanc, gemaakt van 14 fotografische afdrukken. 
Martens verwierf later ook naam als portrettist en fotografeerde onder meer teruggekeerde helden uit de Krimoorlog. Ook werkte hij als hoffotograaf voor keizer Napoleon III. Hij overleed in 1885. Zijn werk is onder meer te zien in het Musée d'Orsay en de Bibliothèque nationale de France te Parijs.